# Yambo

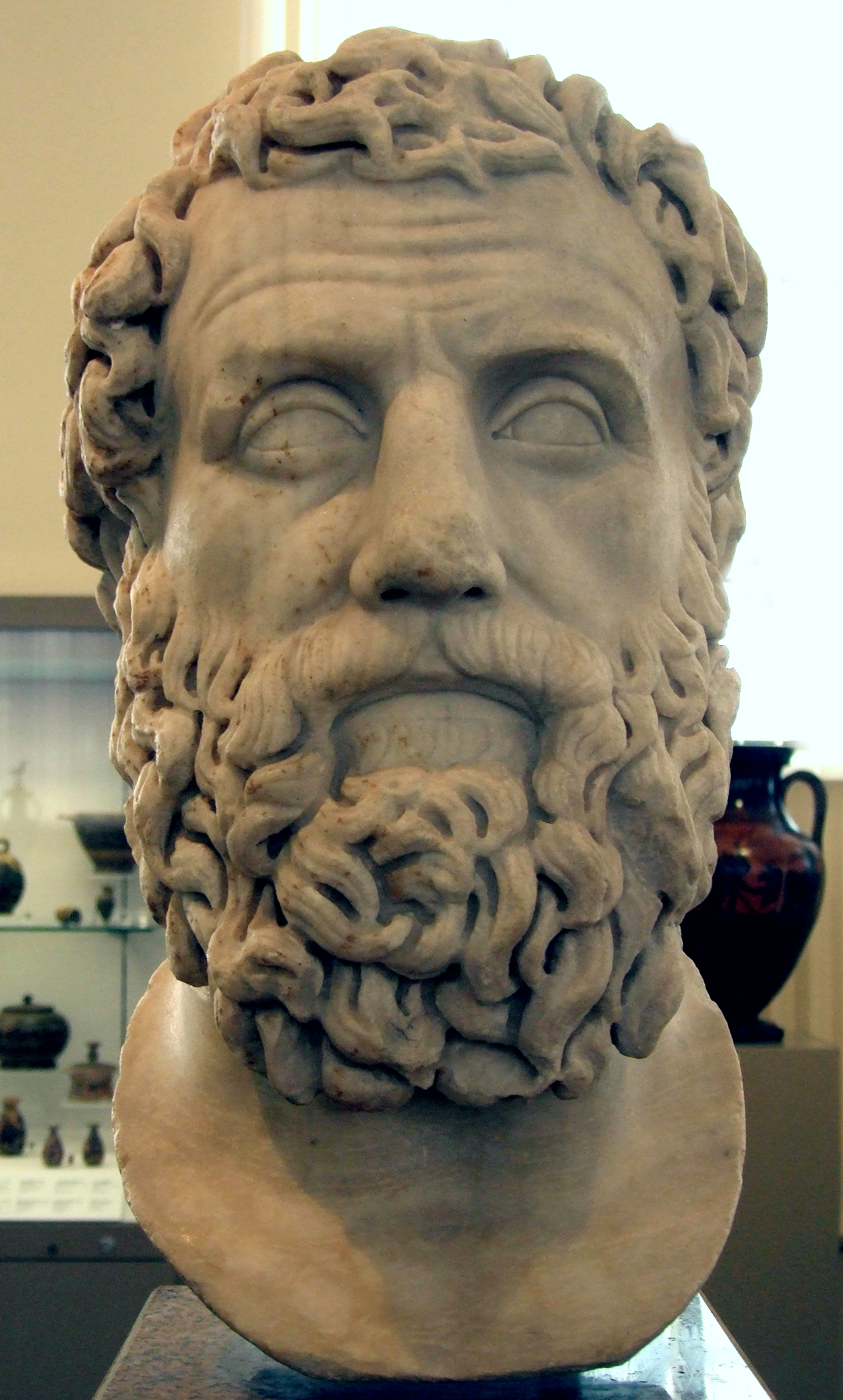
Retrato de un hombre barbudo (¿poeta Arquíloco?). Copia romana del del original griego del siglo IV a. C.

El yambo (en griego antiguo: ἴαμβος, íambos) es un pie de métrica constituido por una sílaba breve y otra larga. Originariamente el yambo era uno de los pies de la métrica grecolatina.

## El yambo en la literatura griega
En la literatura griega el yambo da nombre a la poesía yámbica, la cual parece tener su origen en las canciones populares ligadas a los cultos religiosos del nacimiento y la muerte. La palabra, proveniente del término asiático iambos, aparece por primera vez en un texto de Arquíloco de Paros, con el sentido de composición satírica. Este tipo de poesía emplea en su métrica el yambo y su pie contrario, el troqueo.
En el libro VII de la Política, donde Aristóteles habla sobre la mejor forma de gobierno, expresa lo siguiente: «A los más jóvenes la ley debe prohibirles los espectáculos de yambos y de comedia antes de alcanzar la edad en la que tendrán derecho de sentarse en las mesas comunes y a beber; la educación los habrá hecho a todos inmunes contra los efectos nocivos de tales representaciones». Luego, a pesar de que el estagirita no expulsa a los poetas, como lo había hecho previamente Platón en la República, sí limita el acceso a algunos tipos de representaciones, entre ellas las yámbicas, a los jóvenes.[cita requerida]

## El yambo en la literatura latina
En los poetas latinos que siguen en la métrica los moldes griegos, como Catulo u Horacio, el verso yámbico mantiene, en los lugares pares, yambos puros (˘-), o tríbracos (˘˘˘), con resolución de la sílaba larga en dos breves, cosa que no altera el número de moras. Los pies impares, en cambio, pueden ser condensados, es decir, aparecer una larga que puede resolverse en dos breves, por lo que en estos lugares impares pueden teóricamente aparecer un espondeo, un dáctilo (-˘˘), un anapesto (˘˘-) o un proceleusmático (˘˘˘˘).
En los poetas latinos que no siguen los modelos griegos, como Plauto o Fedro, todos los pies menos el último pueden ser condensados; en todos pueden aparecer la sustituciones antedichas. En esta versificación «a la latina» es el pie la unidad métrica, por lo que debe hablarse de cuaternarios, septenarios y octonarios.

## Ritmo yámbico
El ritmo yámbico en la métrica de lengua española se produce cuando llevan acento las sílabas pares de un verso, es decir, se trata de un pie formado por una sílaba no acentuada seguido de otra acentuada. Se considera que el pie yámbico es el más semejante a la cadencia natural del habla. Ejemplo: «¿Adón - de vás - perdí- da?».

## Versos yámbicos usuales
Estébanez Calderón cita como versos yámbicos usuales los siguientes:
- El dímetro, que consta de cuatro yambos (dos metros). No solía usarse en latín nada más que en combinación con otros versos, sobre todo con el trímetro, con el que forma el llamado dístico epódico, el que utiliza Horacio en sus diez primeros epodos,[7] pero alcanzará un gran desarrollo en la lírica cristiana como en los versos de los himnos de san Hilario, san Ambrosio y muchos de los de Prudencio.
- El trímetro, y el senario que consta de seis yambos. Horacio usa la combinación trímetro+dímetro. Es uno de los esquemas de vesificación latina que se utilizará en todas las épocas y dará el endecasílabo de las lenguas románicas.
- El trímetro escazonte es una modalidad del trímetro que consiste en presentar invertida la estructura métrica del último pie, es un troqueo. A cambio tiene un yambo puro en el 5.º pie. Es muy usado por Catulo y por Marcial.
- El tetrámetro, octonario y septenario. Se usa sobre todo en la modalidad «a la latina».